# 杂谷脑河
杂谷脑河，是中国长江流域的一条河流，汇入岷江上游，属于岷江水系。河长152千米，流域面积4613平方千米，年均流量110立方米每秒。自然落差2470米。水能理论蕴藏量31万千瓦。